# Dizdarlije
Dizdarlije (szerbül: Диздарлије), falu Bosznia-Hercegovinában, Bosanska krajina területén, Kozarska Dubica községben, a Szerb Köztársaságban. 

## Fekvése
Bosznia-Hercegovina északi részén, Banja Lukától légvonalban 60, közúton 79 km-re északnyugatra, községközpontjától légvonalban 12, közúton 18 km-re nyugatra, 150 – 280 méteres tengerszint feletti magasságban, az Una völgyétől délre elterülő dombvidéken, a Slabinja-patak mentén fekszik. Főbb településrészei: Grahovci, Dizdarlije, Đurići és Topolovac. A falu Potkozarje dombjai között terül el, és magában foglalja a Balkán, Glavica, Selište és Strane dombokat. A faluban fakad a Dizdaruša folyó, amelybe több kisebb patak ömlik.

## Népessége
| Nemzetiségi csoport | Népesség 1991 | Népesség 2013 |
| ------------------- | ------------- | ------------- |
| Szerb               | 170           | 77            |
| Bosnyák             | 0             | 0             |
| Horvát              | 0             | 0             |
| Jugoszláv           | 6             | 0             |
| Egyéb               | 2             | 0             |
| Összesen            | 178           | 77            |

## Története
A helyi hagyomány szerint a falut a dizdarról (az oszmán erődparancsnokról) nevezték el, akinek ezen a területen voltak birtokai. A település 1878-ig tartozott az Oszmán Birodalomhoz, ekkor a berlini kongresszus határozata alapján az Osztrák-Magyar Monarchia része lett. 1910-ben a Bosanska Dubica-i járásban és Johova községben fekvő településen 15 háztartást és 112 ortodox szerb, 2 muszlim és 1 katolikus lakost találtak. A monarchia szétesésével 1918-ben előbb a Szerb-Horvát-Szlovén Királyság, majd 1929-től a Jugoszláv Királyság része. Jugoszlávia megszállása után a falu a Független Horvát Állam (NDH) része lett. A második világháborúban a Jugoszláviai Népi Felszabadító Hadsereg 50 helyi katonája halt meg, az usztasák pedig 90 civilt, köztük 29 14 év alatti gyereket gyilkoltak meg. 1945-től a település a szocialista Jugoszlávia része volt. A Bosznia-Hercegovinában zajló polgárháború idején a település a Boszniai Szerb Köztársaság része volt. 1995. szeptember 18-án és 19-én az Una horvát hadművelet keretében Kozarska Dubica község területét megtámadta a Horvát Köztársaság hadserege (HV). Ezt a támadást a Boszniai Szerb Köztársaság hadserege (VRS) és a helyi lakosság visszaverte. A daytoni békeszerződést követő területfelosztásnál a település, Kozarska Dubica község részeként a Szerb Köztársaság területéhez került.
A tanulók a "Sveti Sava" általános iskolába járnak Kozarska Dubicán. A faluban van egy temető, a legközelebbi templom pedig Donja Slabinjában található. A Dizdarlije 1966-ban kapott áramot, az 1970-es években a helyi vízellátást, a 80-as években pedig a telefonhálózatot. A falu útját 1986-ban aszfaltozták. A lakosság nagy része mezőgazdasággal foglalkozik, kisebb része pedig a környező városokban és külföldön dolgozik.

## Fordítás
- Ez a szócikk részben vagy egészben  a(z)   Диздарлије című szerb Wikipédia-szócikk ezen változatának fordításán alapul.  Az eredeti cikk szerkesztőit annak laptörténete sorolja fel. Ez a jelzés csupán a megfogalmazás eredetét és a szerzői jogokat jelzi, nem szolgál a cikkben szereplő információk forrásmegjelöléseként.